# Ушастая сова
Уша́стая сова́ (лат. Asio otus) — вид птиц из семейства совиных. Выделяют четыре подвида.

## Описание
Отличается от болотной совы большими ушными пучками, состоящими из 6 перьев, более коротким первым маховым пером (короче четвёртого) и окраской. Общий тон окраски — тот же, серо-бурый с пёстрыми пятнами и с белой грудкой, но тёмные пятна верхней стороны тела не сливаются в продольные полосы, как у болотной совы, а стержневые пятна на нижней стороне тела вытянуты в поперечном направлении, так что в общем образуют 4—6 довольно ясных поперечных полос. Размеры тела те же или немногим меньше. Обыкновенная ушастая сова держится исключительно в лесах, предпочитая хвойный лес чернолесью (лиственному лесу), так как здесь она менее заметна по своей окраске. Область её гнездования занимает Европу и северную Азию; зимует — в северной Африке. Гнездится преимущественно в старых гнёздах врановых птиц, таких как ворона и сорока. Гнездо, как правило, располагается достаточно высоко, но известны случаи обнаружения гнёзд на высоте всего 1,5—2 метров. Кладка (в конце марта и апреля) обыкновенно из 4—5 шарообразных белых яиц. Главную пищу её составляют мелкие грызуны, преимущественно мыши и полёвки, также насекомые, во время гнездования — и птицы. Средних размеров сова, достигающая 31—37 см длиной и 86—98 см в размахе крыльев. Птицы часто селятся в пределах населённых пунктов, зачастую в хвойных парках, и окраинных рощах. Если их не тревожить, человека воспринимают спокойно.

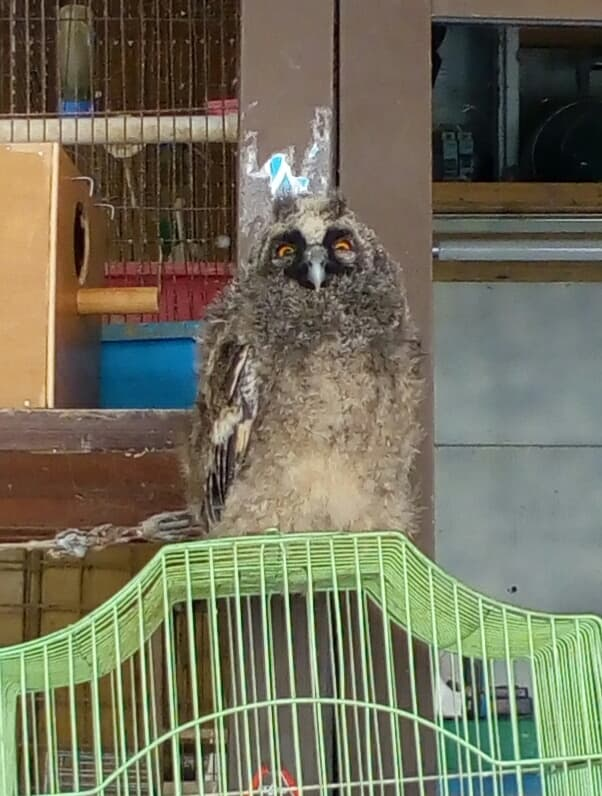
Птенец ушастой совы на Птичьем рынке

## Распространение
В России встречаются во многих регионах. В Мурманской области (Кольский полуостров) считается очень редким залётным видом, однако иногда фиксируется даже в северной её части, в том числе вблизи побережья Баренцева моря. Встречается ушастая сова и в Калмыкии, где, кстати, иногда становится добычей филина.

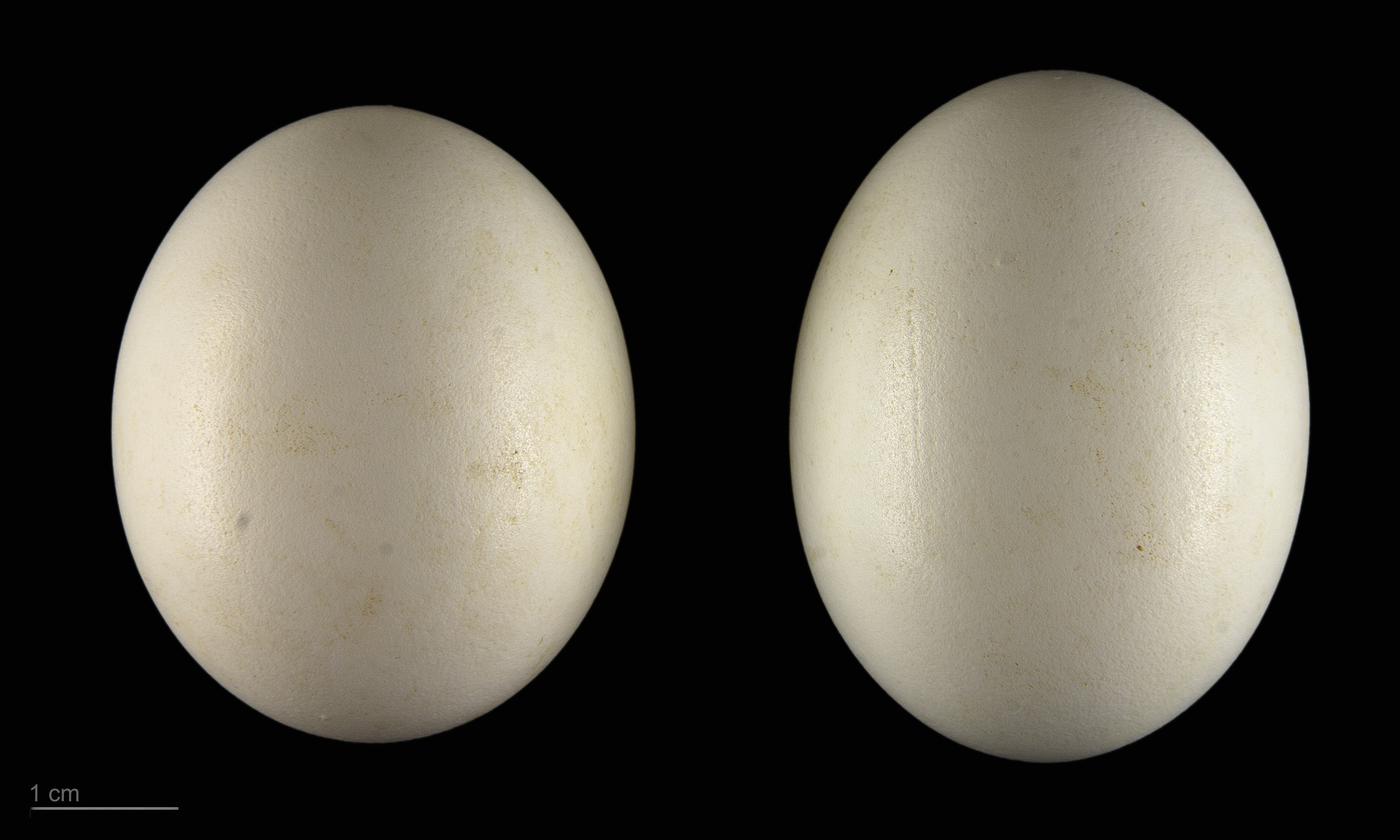
яйцо Asio otus otus - Тулузский музей

## Систематика
Впервые этот вид был описан в 1758 году Карлом Линнеем.

## Нумизматика
Ушастая сова присутствовала на словенских монетах достоинством 20 стотинов, отчеканенных из алюминиевого сплава в период с 1992 по 2006 год, которые использовались с момента обретения страной независимости до принятия евро в качестве официальной валюты.

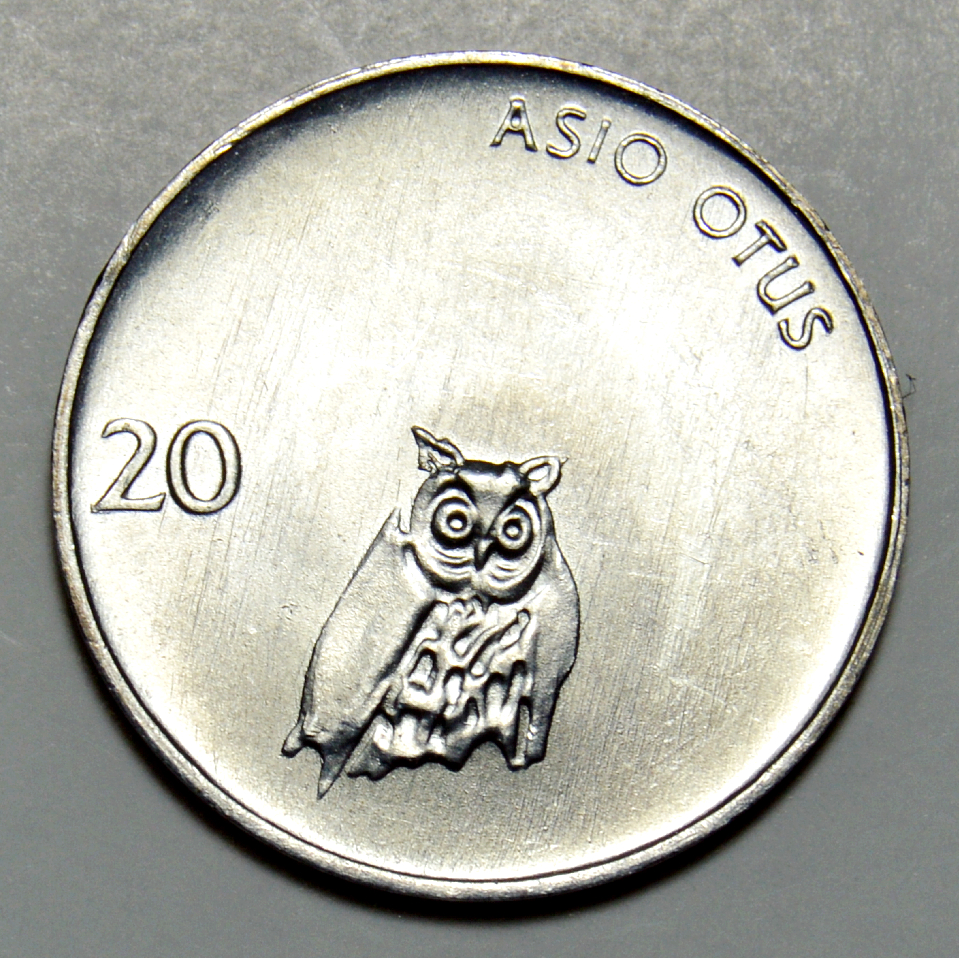
Словенская алюминиевая монета номиналом 20 стотинов 1993 года с изображением Asio otus на реверсе.

В 2000 году Турция посвятила этому виду памятную монету номиналом 50 000 000 турецких лир, отчеканенную из золота .
Последней территорией, на которой в 2019 году была отчеканена серебряная монета номиналом пять долларов в честь ушастой совы, стала Ниуэ .